# بدر الشمري
بدر الشمري، لاعب كرة قدم بحريني سابق.
لعب مع نادي النصر الكويتي، وبعدها انتقل إلى نادي القادسية الكويتي، وكان هداف كأس الأمير 2000/2001 برصيد هدفين، في صيف 2002 انتقل إلى نادي المحرق البحريني وحصل على الجنسية البحرينية.